# Zboray Miklós
Zborai Zboray MIklós (Gyulafehérvár, 1866. augusztus 30. – Budapest, 1940. február 19.) magyar ügyvéd, politikus.

## Élete
Középiskolai tanulmányait Aradon és szülővárosában, a jogot Budapesten és Kolozsvárott végezte, doktorátust szerzett. Egyéves önkéntes katonai szolgálata után tartalékos honvédhadnagy lett. Hét éven át Polónyi Géza ügyvédi irodáját vezette, majd európai tanulmánutat tett, járt Olaszországban, Franciaországban és Németországban. 1895-ben ügyvédi irodát nyitott Budapesten. 
1901-ben országgyűlési képviselő lett, a marcali kerület választotta meg a Katolikus Néppárt programmjával, melynek később egyik vezetője lett. 1918-ig minden választást megnyert kerületében, felszólalásaiban sokszor élesen támadta a Tisza-kormányt. 1905-től 1906-ig a Ház egyik jegyzője volt. Az országgyűlésben a mentelmi és az összeférhetlenségi bizottság, valamint a közlekedési tanács munkájában vett részt. 1907-től 1918-ig az Alkotmány vezércikkírójaként is dolgozott. 1908-ban a Katolikus Népszövetség alapítója volt, a szervezetnek előbb világi alelnöke, később igazgatója lett. 
Az őszirózsás forradalmat követően a kibővített Magyar Nemzeti Tanács tagja lett, a tanácsköztársaság idején letartóztatták és egy ideig a gyüjtőfogházban raboskodott. 1919. május 24-én szabadlábra helyezték, de a proletárdiktatúra végéig naponta kétszer jelentkeznie kellett. Ezután visszavonult a politikától, és ügyvédként dolgozott, neves védőügyvéd volt. 1940-ben hunyt el Budapesten.